# Campeonato Europeu de Futebol Sub-21 de 1994
O Campeonato Europeu de Futebol Sub-21 de 1994 foi a 9ª edição do Campeonato Europeu de Futebol Sub-21.
A fase de qualificação durou de 1992 a 1994, na qual participaram 32 seleções. A França foi escolhida como anfitriã após os quartos-finais.
A seleção da Sérvia e Montenegro, então conhecida como a República Federal da Jugoslávia (fundada em Abril de 1992) foi excluída do torneio, por razões políticas.
Esta foi a primeira competição desde a dissolução da União Soviética, em que a Rússia competiu. O País de Gales também competiu pela primeira vez. 
As 32 equipes nacionais foram divididas em seis grupos (quatro grupos de cinco e dois grupos de seis). Os oito vencedores de cada um dos grupos apuraram-se para uma fase de quartos-finais a duas mãos, disputando quatro vagas na fase final do torneio. Pela primeira vez foi disputado o jogo de apuramento do terceiro classificado.

## Quartas de finais
| Equipe 1 | Total | Equipe 2        | 1.º jogo | 2.º jogo |
| -------- | ----- | --------------- | -------- | -------- |
| França   | 3–0   | Rússia          | 2–0      | 1–0      |
| Itália   | 3–1   | Tchecoslováquia | 3–0      | 0–1      |
| Polónia  | 1–5   | Portugal        | 1–3      | 0–2      |
| Espanha  | 4–2   | Grécia          | 0–0      | 4–2      |

## Fases finais
|  | Semifinais  | Semifinais  |   |             | Final          | Final |  |
|  |             |             |   |             |                |       |  |
|  | 15 de Abril |             |   |             |                |       |  |
|  | França      | 0 (3)       |   |             |                |       |  |
|  | Itália      | 0 (5)       |   |             |                |       |  |
|  |             |             |   |             |                |       |  |
|  |             |             |   |             | 20 de Abril    |       |  |
|  |             |             |   |             | Itália         | 1     |  |
|  |             | Portugal    | 0 |             |                |       |  |
|  |             |             |   |             |                |       |  |
|  |             |             |   |             |                |       |  |
|  |             |             |   |             | Terceiro lugar |       |  |
|  | 15 de Abril | 15 de Abril |   | 20 de Abril | 20 de Abril    |       |  |
|  | Portugal    | 2           |   | França      | 1              |       |  |
|  | Espanha     | 0           |   |             | Espanha        | 2     |  |

### Semifinais
| 15 de abril | França | 0 – 0 (pro) | Itália | Stade des Costières, Nîmes |
|             |        |             |        | Árbitro: WAL Keith Burge   |

|                                |       | Penalidades                             |  |
| Carotti Ouédec Makélélé Zidane | 3 – 5 | Panucci Vieri Berretta Marcolin Carbone |  |

| 15 de abril | Portugal                       | 2 – 0 | Espanha | Stade de la Mosson, Montpellier |
|             | Rui Costa 48' · João Pinto 82' |       |         | Árbitro: GER Hans-Jürgen Weber  |

### Disputa pelo terceiro lugar
| 20 de abril | França    | 1 – 2 | Espanha        | Stade des Costières, Nîmes |
|             | Nouma 45' |       | Óscar 53', 75' | Árbitro: TUR Ahmet Çakar   |

### Final
| 20 de abril | Itália        | 1 – 0 | Portugal | Stade de la Mosson, Montpellier |
|             | Orlandini 97' |       |          | Árbitro: SWI Serge Muhmenthaler |

## Premiação
| Campeonato Europeu Sub-21 1994 |
| ------------------------------ |
| ITÁLIA Campeão (2º título)     |